# Bích Động
Bích Động is een thị trấn en tevens de hoofdplaats in het district Việt Yên, een van de districten in de Vietnamese provincie Bắc Giang. De provincie Bắc Giang ligt in het noordoosten van Vietnam, dat ook wel Vùng Đông Bắc wordt genoemd.
Een belangrijke verkeersader is de Quốc lộ 37.